# Wonneberg

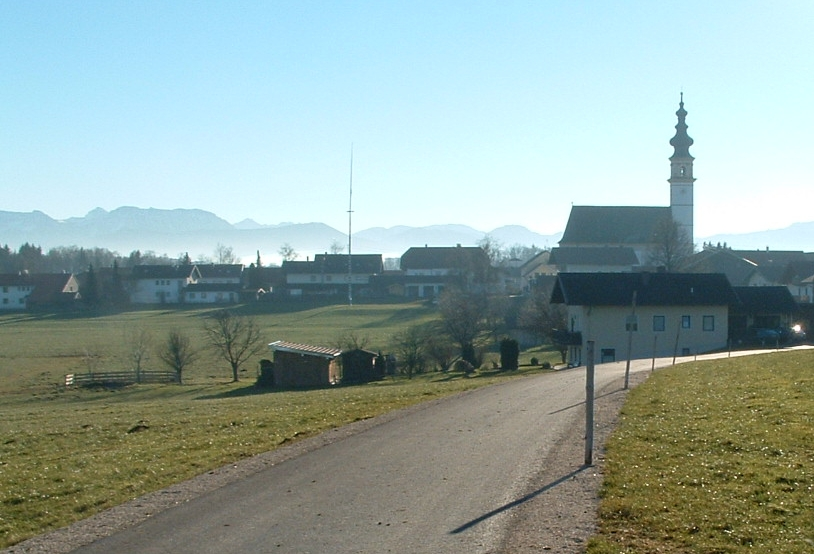
St. Leonhard am Wonneberg

Wonneberg ist eine Gemeinde im oberbayerischen Landkreis Traunstein und ein Mitglied der Verwaltungsgemeinschaft Waging am See. Hauptort der Gemeinde Wonneberg ist das Pfarrdorf St. Leonhard am Wonneberg. Einen Gemeindeteil Wonneberg gibt es nicht mehr, nachdem 1952 der Name des Orts Wonneberg in St. Leonhard a.Wonneberg geändert wurde.

## Gemeindegliederung
Es gibt 50 Gemeindeteile:
- Aich
- Aichberg
- Aichwies
- Amselgraben
- Aumann
- Brunnstadt
- Burgstall
- Egerdach
- Eglsee
- Enzersdorf
- Fritzenweng
- Fürst
- Gänsberg
- Greinach
- Greinachtal
- Heinrichsdorf
- Hellmannsberg
- Hirschau
- Hoggen
- Kirchhalling
- Köpfelsberg
- Lechau
- Madreut
- Mooshäusl
- Moospoint
- Neuwimm
- Oberau
- Oberdoblmühle
- Oberhalling
- Obermoosen
- Oberwendling
- Panolsreut
- Plattenberg
- Ramgraben
- Reichwimm
- Riendlhäusl
- Ruhsdorf
- Scharling
- Schnatzlreut
- St. Leonhard a.Wonneberg
- Sträubl
- Töfenreut
- Untermoosen
- Unterwendling
- Voitswinkl
- Wald
- Weberhäusl
- Weibhausen
- Weißbach
- Zell

Der Gemeindeteil Dobelgraben wurde durch Verordnung des Landratsamts Traunstein vom 19. November 2008 aus der Gemeinde Wonneberg in die Gemeinde Waging am See umgegliedert.
Es gibt nur die Gemarkung Wonneberg.

## Geschichte
Der erste schriftliche Beleg für den Namen Wonneberg findet sich im Jahr 1000 als in uuagingariorum monte (auf dem Waginger Berg). Das Gebiet der kleinen Landgemeinde im Rupertiwinkel war von 1275 bis 1810 zum Erzstift Salzburg gehörig und kam dann zu Bayern. Im Jahre 1496 wurde im Auftrag des Salzburger Erzbischofs Leonhard von Keutschach die gotische, dem Hl. Leonhard geweihte, stattliche Kirche gebaut. Die Gemälde in dem bemerkenswerten Flügelaltar sind eine Schenkung der Laufener Schiffergilde. 
1818 entstand die heutige politische Gemeinde. Wonneberg kam 1972 nach der Auflösung des Landkreises Laufen zum Landkreis Traunstein. Im Jahre 1978 wurde sie Teil der Verwaltungsgemeinschaft Waging am See.

### Einwohnerentwicklung
Zwischen 1988 und 2018 wuchs die Gemeinde von 1179 auf 1547 um 368 Einwohner bzw. um 31,2 %.

## Politik

### Gemeinderat und Bürgermeister
Dem Gemeinderat gehören zwölf Mitglieder an. Seit 1. Mai 2020 verteilen sich die Mandate wie folgt:
- Freie Bürgerliste: 5 Sitze (45,32 %)
- Aktive Wonneberger: 4 Sitze (32,20 %)
- Überparteiliche Wählergruppe: 3 Sitze (22,48 %)

Gegenüber 2014 konnte die Freie Bürgerliste ihre Sitze verteidigen, die Überparteiliche Wählergruppe verlor einen Sitz an die Aktiven Wonneberger. Die Wahlbeteiligung betrug 72,3 %.
Bürgermeister ist Martin Fenninger (Freie Bürgerliste), der bei der Kommunalwahl 2014 mit 66,3 % der abgegebenen Stimmen gewählt und am 15. März 2020 mit 92,1 % der gültigen Stimmen im Amt bestätigt wurde.

### Wappen und Flagge
| Wappen von Wonneberg | Blasonierung: „Gespalten von Schwarz und Gold über einem Dreiberg mit verwechselten Farben, dem eine dem unteren Schildrand folgende Kette in verwechselten Farbe aufliegt; vorne eine silberne Steckrübe mit goldenen Blättern, hinten ein wachsender, rot bewehrter schwarzer Löwe.“ |
| Wappen von Wonneberg | |

Die gleichzeitig genehmigte gelb-schwarze Gemeindeflagge wird nicht verwendet.

## Baudenkmäler
- Kirche St. Leonhard am Wonneberg
- Schulgebäude
- Bauernhaus

## Bodendenkmäler
- Ansitz Burgstall (Wonneberg)
- Burgstall Halmberg

## Bildung
Im Kindergarten mit 50 Plätzen werden 42 Kinder von insgesamt fünf Personen betreut. In der Volksschule werden 131 Kinder in sechs Klassen von insgesamt sieben Lehrkräften unterrichtet.

## Tradition
Lebendig ist der Leonhardiritt, eine uralte Wallfahrt zu Pferd, zur spätgotischen Wallfahrtskirche zum Hl. Leonhard am Wonneberg. Bevor Leonhardi-Wallfahrten unter dem Jahr durch die Amtskirche 1881 untersagt wurden, suchten Pfarrwallfahrten aus den umliegenden Gemeinden Schutz und Hilfe beim Viehpatron auf dem Wonneberg. In dieser religiösen Tradition steht bis heute der Leonhardi-Ritt, der jedes Jahr am 6. November bzw. am Sonntag davor oder danach begangen wird.